# Quechan

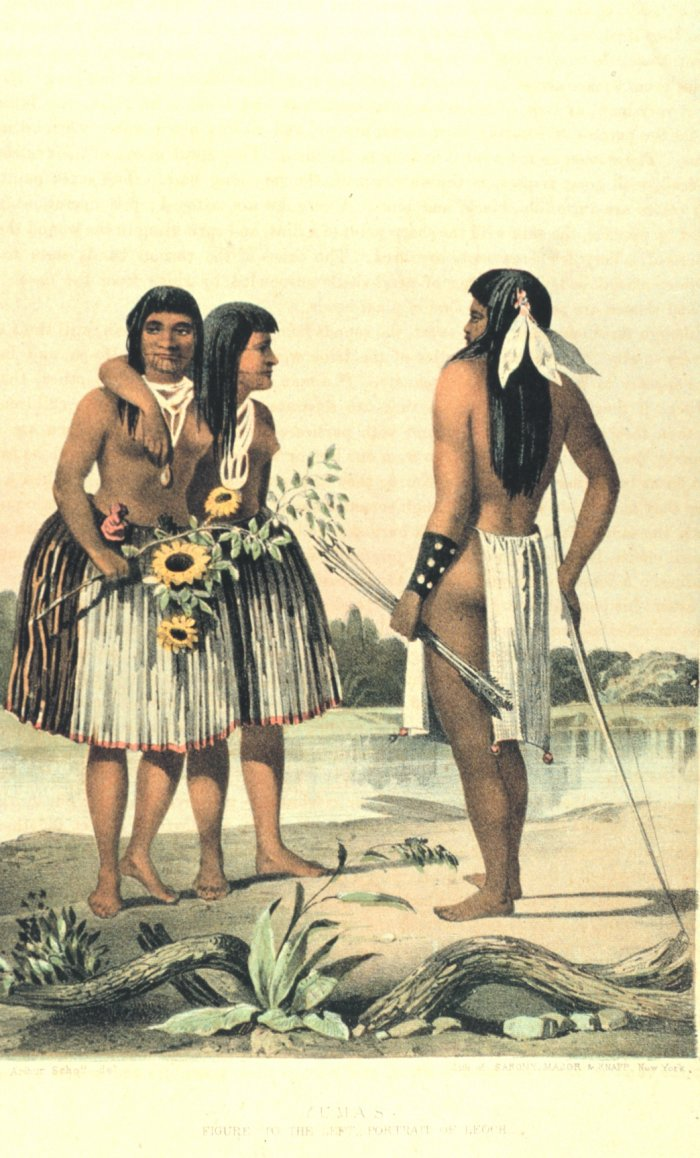
Alcuni Quechan

I Quechan, meglio conosciuti come Yuma o Yuman, ma anche come Kwtsan, Kwtsaan, sono una tribù di nativi americani, che attualmente vivono nella Riserva di Forte Yuma in Arizona. I Quechan parlano la Lingua Quechan facente parte della Famiglia linguistica delle Lingue Yumane. 
La riserva, costruita nel 1884, si trova sulle terre originarie della popolazione e copre una area di 44.000 acri (178 km²).
Il primo contatto importante avvenuto tra i Quechan e gli Europei avvenne quando l'esploratore Juan Bautista de Anza e il suo gruppo giunsero nella zona conosciuta come Arizona nell'inverno del 1774. Si stabilì una amicizia tra le due fazioni e al ritorno di Anza nel 1776 Palma, il capo della tribù, e tre guerrieri vennero scortati a Città del Messico, dove vennero battezzati il 13 febbraio, 1777. Palma ricevette il nome Salvador Carlos Antonio.
Gli insediamenti spagnoli tra i Quechan non si rivelarono una buona scelta: la tribù si ribellò il 17 luglio 1781, uccidendo 4 sacerdoti e 30 soldati. La rivolta venne sedata con l'invio di un forte contingente militare.